# Jesper Traberg
Jesper Traberg (født 12. maj 1981) er en dansk håndboldspiller, der spiller for Fredericia HK i Håndboldligaen.

## Eksterne links
- Spillerinfo Arkiveret 7. november 2007 hos  Wayback Machine